# Acétamipride
L'acétamipride est un insecticide organochloré de la famille des néonicotinoïdes, utilisé contre les insectes ravageurs dans différents produits de culture végétale. Il est distribué, dans le monde, sous plusieurs marques comme Assail, Pristine, Chipco (Crop Science), Supreme (Certis Belchim), Mosipilan par Nippon Soda, mais aussi Rescate, Epik, Tristar, Saurus, etc.
Il agit directement sur le système nerveux des organismes vivants (sans discrimination), provoquant des dommages neurologiques allant jusqu’à la paralysie et la mort. Bien qu'il se dégrade dans l'environnement, sa forte mobilité fait qu'on le retrouve dans les eaux superficielles et les nappes phréatiques et les eaux pluviales. Il contribue au déclin général des arthropodes et de l'entomofaune dans le monde. Des études récentes montrent que sa toxicité sur les poissons, les mammifères et les abeilles semble avoir été antérieurement sous-estimée (et parfois démontrée pour des expositions sublétales).
En raison de son écotoxicité, il est depuis 2018 sur la liste européenne des substances à surveiller comme polluants potentiels de l’eau. La France en interdit la détention et l'utilisation depuis 2018.

## Propriétés physicochimiques
L'acétamipride est un composé organochloré de formule brute C10H11ClN4, se présentant sous forme de poudre blanche inodore, disponible en concentrés solubles, poudres mouillables ou granulés dispersables.
Il en existe un isomère qui ne dépend que de la configuration de la double liaison.

## Utilisation de l'insecticide

### Usage
L'acétamipride est inventé en 1989 par l'entreprise japonaise Nippon Soda et déposé en 1995. C'est un pesticide systémique surtout utilisé contre les insectes suceurs dans les cultures de végétaux feuillus, d'agrumes, de piridions (pommes, poires, etc.), dans la vigne, dans la culture de coton et sur des espèces du genre Brassica (choux, colza, rutabaga, navet, moutarde, plantes ornementales, etc.), ainsi que des fruits à coques (noisette notamment). C'est également un pesticide clé dans la culture de la cerise en raison de son efficacité contre la larve de la mouche de la cerise, mais il a aussi d'autres usages non agricoles, autorisés ou non selon les pays :
- lutte contre les insectes domestiques, par exemple sous forme de gel, en seringue ou sous forme de spray pour éliminer les cafards, les fourmis et autres espèces non désirées dans les habitations ;
- protection de plantes ornementales, dans les jardins, parcs et serres, contre les insectes suceurs ;
- traitement des bois et matériaux : il peut être intégré dans certains produits pour protéger le bois contre les attaques d'insectes xylophages[7].

### Mode d'action
Comme d'autres néonicotinoïdes, ce produit est neurotoxique pour les arthropodes, insectes, et de nombreuses autres espèces : il agit sur les récepteurs de l'acétylcholine de type nicotinique de leurs neurones.

## Comportement en milieu naturel

### Persistance de la molécule
L'acétamipride se dégrade plus rapidement que d'autres néonicotinoïdes (Clothianidine, Imidaclopride, Thiaclopride, et Thiaméthoxame), avec une demi-vie dans le sol de 5,5 à 17,4 jours, selon le type de sol considéré.  
Le type de sol joue un rôle important dans la dégradation de l'acétamipride, sans doute en raison de l'activité bactérienne. Il se dégrade plus rapidement dans des sols humides et exposés à l'air que dans des milieux submergés (où l'activité bactérienne est donc anaérobie) et la dégradation est dix fois plus lente dans un sol sec. Une étude de 2022 a étudié le cas d'un sol sablo-limoneux : la décomposition de l'acétamipride y est lente (< 23 %) mais augmente avec la teneur en matière organique du sol. Dans les sols irakiens, une étude de 2024 mesure que les résidus d'acétamipride dans le sol (extraits avec une efficacité de 90 %) sont indétectables après 7 jours pour une pulvérisation à la concentration recommandée sur le territoire de 0,5 g/L d'eau. Si la concentration est doublée, la méthode d'analyse mesure 3,76 mg d'acétamipride par kilogramme de sol après 10 jours. Le vent, l'ensoleillement et la température du climat irakien jouent un rôle dans la dégradation de la molécule. 
L'acétamipride est biodégradée par des microorganismes via des mécanismes enzymatiques notamment, qui mettent en cause des cytochromes P450, des nitriles hydratases (NHases), des amidases et des nitralases. Par exemple, les NHases de la bactérie Streptomyces canus ont une activité biodégradante efficace. Les métabolites intermédiaires pourraient être également toxiques. 
De manière artificielle, des méthodes non chimiques de dégradation aqueuse de l’acétamipride, par exemple combinant l'ultrasonication et une photocatalyse sous lumière visible, ont été proposées[Par qui ?] pour contribuer à la mise au point de solutions de décontamination des milieux pollués par ce pesticide.

### Sous produits
Une fois dégradé, l'acétamipride se dégrade en divers sous-produits. Parmi les principales molécules qui en resulte se trouve le N-desméthyl-acétamipride et l'acide 6-chloronicotinique .

### Lessivage
Une étude de 2022 rapporte que l'acétamipride ne s'attache que faiblement aux sols et que des pluies (simulées dans l'étude) pouvaient lessiver plus de 82 % du produit. L'acétamipride peut donc disparaître des surfaces initialement exposées car il se disperse dans l'environnement. La forte mobilité de l'acétamipride peut ainsi poser des risques écotoxicologiques pour les organismes bénéfiques du sol (vers de terre notamment) et pour les milieux aquatiques environnants ou situés en aval.

### Accumulation
L'application d'acétamipride sur les cultures peut mener à une accumulation dans le milieu, notamment aquatique, jusqu'à 41 μg/L.

## Impacts indésirables
L'acétamipride, très soluble, est largement dispersé dans les zones humides et cours d'eau, ce qui en fait l'un des produits suspecté de provoquer le déclin de l'entomofaune dans le monde, déclin en forte accélération,. Il est considéré comme modérément toxique pour les organismes aquatiques, mais chez des organismes filtreurs (par exemple la moule d’eau douce Unio terminalis), même à dose sublétale, il se montre immunosuppressif et ce, « de manière marquée » (avec une baisse significative du nombre d’hémocytes), avec des signes de stress oxydatif et des lésions histologiquement visibles dans les branchies ainsi que dans les glandes digestives. Sa toxicité aiguë est démontrée pour Unio terminalis avec une dose létale médiane de 33,52 mg/L.
Chez les mammifères, il est associé à des anomalies cérébrales, des troubles du comportement, et est suspecté d’être un perturbateur endocrinien. Une étude sur le rat a également observé un stress oxydatif induit et des dommages tissulaires (lésions hépatiques et rénales, qui peuvent être réduites par le bêta-carotène, antioxydant naturel). L’agence canadienne CPMA le considère comme potentiellement reprotoxique chez l'Homme.
L'acétamipride a un potentiel de bioaccumulation élevé. Il peut s’accumuler dans le foie, les reins et les glandes surrénales, et s’élimine par l’urine et la bile. Hautement toxique pour les oiseaux et les vers de terre, son usage à grande échelle menace les populations d'oiseaux et d'autres parties de la chaîne alimentaire.
Ceci, selon les auteurs de l'étude publiée en 2025 dans la revue Pesticide Biochemistry and Physiology, justifie un encadrement plus strict de l’usage des pesticides néonicotinoïdes. 
Quand il est utilisé en pulvérisation foliaire, une part importante du produit (surfactant y compris) est emportée par le vent (phénomène de dérive) et/ou tombe au sol, où elle affecte notamment les arthropodes (l'essentiel de la biomasse animale du sol). Une étude de 2024 faite en laboratoire avec des doses réalistes confirme une toxicité pour le collemboles (Folsomia candida (en)), alors que les acariens du sol ont semblé, eux, peu sensible à ce pesticide ; cette différences de vulnérabilité peut perturber l'équilibre écologique des arthropodes du sol en bouleversant leur rapports d'abondance et de diversité ; en effet, l'étude a comparé des échantillons (issus de champs non traités) : avant l'exposition ; puis 7 et 54 jours plus tard, et ce, pour des concentrations croissantes d'acétamipride (0, 0,05, 0,2 et 0,8 mg par kg de sol sec). Cette comparaison a montré un déséquilibre, persistant plusieurs semaines après la dégradation du produit : forte diminution du nombre et de la variété des collemboles (-53 % à la dose la plus élevée), corrélativement à une hausse de la population d'acariens (+26 %). Il a fallu attendre près de 2 mois (54 jours) pour que la communauté semble se reconstituer, ce qui fait évoquer de possibles effets secondaires sur les services écosystémiques rendus par les sols.
« Il a été autorisé alors qu'on savait peu de choses des effets nocifs des néonicotinoïdes sur les vertébrés aquatiques » notaient en 2019 Ma Xue et al. Or, lessivé par les pluies, il peut atteindre les eaux superficielles et les zones humides, où il est déjà dans les années 2020 « fréquemment détecté ». En laboratoire, il s'avère toxique pour les embryons de poisson-zèbre (Danio rerio, un organisme modèle communément utilisé par les écotoxicologues) : chez ce poisson, il faut atteindre 263 mg/litre pour observer « une mortalité significative et des effets tératogènes, la colonne vertébrale courbée étant la principale malformation (...) l’altération des mouvements spontanés était le paramètre le plus sensible de ceux testés »), mais des effets subléthaux existent pour les larves. Or, à titre d'exemple, les résidus de ce pesticide, quantifiés dans quatre réservoirs d'eau du nord du Bénin au moment du traitement phytosanitaire du coton, varient de 0,2 à 7,7 μg/L, des niveaux réputés non toxique pour l'Homme, mais qui signent un usage massif et régulier d’acétamipride (probablement associé à d’autres pesticides possiblement plus nocifs) et susceptible d'affecter les espèces aquatiques. Les larves de Tilapia (l'une des espèces les plus couramment élevées et consommées en Afrique) s'y montrent également vulnérables alors que celles du poisson-chat africain Clarias gariepinus, autre espèces très consommée s'y montrent pas ou moins sensibles.
Combiné au cadmium, qui est un polluant métallique agricole, néphrotoxique pour l'Homme, de plus en plus présent (contaminant des engrais), il inhibe la croissance des larves de poisson-zèbre et est source de malformations congénitales morphologiques. Les analyse métabolomique montrent que ce pesticide, chez le poisson au stade larvaire, altère le métabolisme des riboflavines, le métabolisme des glycolipides et celui des acides aminés.
Les effets combinés de cette molécule avec ceux de divers adjuvants semblent aussi avoir été sous-estimés (ou non étudiés) ; une étude récente (2019) a testé ces effets pour trois adjuvants courants de pesticides, qui à eux seuls n'induisent pas de toxicité aiguë sur l'abeille, mais qui lors des tests de laboratoire accroissent significativement la toxicité de l'acétamipride pour l'abeille domestique.

### Effets sur la biodiversité et les services écosystémiques
Ce pesticide contribue à la réduction significative des populations d’arthropodes prédateurs et recycleurs du sol, tels que les acariens, mais aussi de pollinisateur et de parasitoïdes (parasites entraînant la mort de l'hôte). Bien que certains acariens utiles puissent développer une résistance, leur comportement et leur efficacité en tant qu'agents de lutte biologique sont perturbés, ce qui favorise une augmentation des infestations de ravageurs.
Dans les régions où ce produit est encore utilisé, chez les oiseaux, des études révèlent une contamination généralisée, par exemple chez le merle, le martinet ou - en zone tropicale - le colibri.
L’acétamipride affecte également les gros invertébrés du sol, notamment les vers de terre, qui présentent alors des troubles de la reproduction, une altération des tissus et une diminution de l’activité enzymatique liée à la décomposition des matières organiques. En 2006, une étude s'était déjà basée sur deux espèces de vers de terre, Aporrectodea nocturna (anécique) et Allolobophora icterica (endogé), connus pour être parmi les principales  « espèces ingénieures des écosystèmes ». Ils ont été exposées à l'acétamipride durant un mois, dans des sols artificiels observés en laboratoire ;  A. nocturna s'est alors mis a produire des galeries plus étroites et moins étendues à forte concentration (0,5 mg/kg), tandis que A. icterica se montrait encore plus sensible, avec des altérations marquées de son comportement de fouisseur dès 0,1 mg/kg . Dans les deux cas, l'exposition à ce pesticide a diminué la continuité des galeries, affectant potentiellement les fonctions écologiques du sol (les galeries jouent un rôle important pour la diffusion des gaz, le cycle de l'eau et la croissance racinaire ; au profit des plantes et de nombreux autres organismes).
Bien que l’acétamipride soit moins persistant que certains néonicotinoïdes, sa fréquence élevée de détection, sa toxicité pour divers organismes et ses effets indirects sur les réseaux trophiques mettent ainsi en évidence son rôle dans la dégradation des écosystèmes.
Dans les sols, bien que l’acétamipride soit moins persistant que d'autres néonicotinoïdes (DT50 inférieure à 2 jours), sa solubilité et mobilité lui permettent de rapidement migrer vers les plantes ou les cours d’eau et d'avoir des impacts écologiques différés dans l'espace et le temps : il figure parmi les trois néonicotinoïdes les plus fréquemment retrouvés dans les eaux douces. Une baisse de la diversité microbienne du sol (habituelle en zone de culture intensive) semble aussi augmenter la quantité d’acétamipride transférée du sol vers les plantes.

### Effets sur l'abeille domestique
Au début des années 2000, des études sur l'abeille domestique (Apis mellifera) ont estimé que la DL50 de l'acétamipride est de 7,1 μg, avec un intervalle de confiance à 95 % entre 4,57 et 11,2 μg par abeille[source insuffisante].
Les métabolites produits après l'absorption de l'acétamipride par l'abeille domestique sont moins toxiques que ceux des autres néonicotinoïdes.
La demi-vie de l'acétamipride est assez brève, environ 25 à 30 minutes, alors que d'autres néonicotinoïdes peuvent avoir une demi-vie de 4 à 5 heures.
Cependant, certains métabolites sont toujours présents dans l'abeille après 72 heures. Cela pourrait constituer un risque toxicologique pour ces abeilles, car une exposition chronique peut augmenter la toxicité de certains composés. L'EPA le considère comme « modérément toxique » pour les abeilles ; malgré cela, certaines sources médiatiques et le documentaire Vanishing of the Bees ont accusé les néonicotinoïdes comme l'acétamipride de provoquer un syndrome d'effondrement des colonies.

#### Effets sublétaux
Selon une étude de 2023, bien qu'individuellement peu toxique pour les abeilles domestiques aux doses environnementales normales (par rapport à d'autres pesticides), l'acétamipride, en laboratoire et à des concentrations imitant la contamination environnementale, n'affecte pas significativement le microbiote intestinal d'une espèce voisine (l'abeille asiatique ; Apis cerana) ; dans ces conditions, l'exposition prolongée au pesticide seul n'a pas significativement affecté la survie ni la consommation alimentaire des abeilles. Mais celles qui ont été exposées au difénoconazole ou au mélange acétamipride-difénoconazole ont présenté une « composition bactérienne intestinale altérée, contrairement aux colonies exposées uniquement à l'acétamipride ». De plus, dans ce dernier cas, « les pesticides ont modifié l'expression des gènes liés à la détoxification, et la co-exposition à l'acétamipride et au difénoconazole a montré des effets toxiques plus prononcés à l'échelle moléculaire que l'exposition individuelle » ; les auteurs soulignent certaines limites de l'étude, et recommandent des expérimentations en conditions réelles« pour mieux comprendre les effets des pesticides sur le microbiome intestinal des abeilles et les mécanismes moléculaires impliqués ». Il montre aussi des effets synergétiques significatifs quand il se combine ou est combiné avec d'autres pesticides ou d'autres polluants. Environ 45 % des mélanges testés contenant de l'acétamipride et d'autres pesticides ont montré des interactions synergiques. Ces mélanges incluent notamment l'acétamipride combinée avec le tétraconazole, un fongicide. Ces effets synergétiques augmentent la toxicité globale, posant ainsi une menace accrue aux pollinisateurs en comparaison avec l'exposition à l'acétamipride seul. Même des doses sublétales d'acétamipride et du fongicide propiconazole, réalistes sur le terrain, peuvent provoquer des effets synergiques graves sur la survie, la santé et la physiologie des abeilles : augmentation significative de la mortalité, réduction du poids corporel, perturbation enzymatique, stress oxydatif accru.
Cossi et al. (2020) ont évalué la toxicité de l’acétamipride (et de sa formulation commerciale Assail 70) sur un gastéropode aquatique Biomphalaria straminea. Après 14 jours d’exposition, une hausse de l’activité des enzymes de détoxification (carboxylestérase, glutathion) ; une inhibition de la superoxyde dismutase et de la catalase ; et une réduction des espèces réactives de l’oxygène étaient observées ; et la formulation commerciale était plus toxique que le principe actif seul. Si l'activité cholinestérasique, le développement et la survie des juvéniles n’ont pas été altérés, le produit a néanmoins perturbé le métabolisme oxydatif chez cette espèce non cible, et bioindicatrice de la qualité des milieux aquatiques.
Une étude (2025) publiée dans la revue Insects a montré une toxicité aiguë et sublétale de l’acétamipride sur une espèce non-cible qui est un parasitoïde et un organisme auxiliaire de l'agriculture, essentiel à la lutte biologique contre les ravageurs agricoles : Trichogramma dendrolimi, et ce, à des doses bien inférieures aux concentrations utilisées en champ (avec jusqu’à 97,9 % de la population potentiellement affectée aux doses courantes des pulvérisations en champ). Les auteurs soulignent l’importance d’intégrer les effets sublétaux dans l’évaluation des risques pour préserver les services écosystémiques rendus par les insectes parasitoïdes et autres auxiliaires.

#### Effets sur les larves des abeilles domestiques
Ces effets ont été confirmés, et précisés, par Jingliang et al en 2020, puis par d'autres études :
Même pour une exposition sublétale (0,5 et 25 mg/L), l'acétamipride perturbe le métabolisme des larves d'abeilles Apis mellifera, au moins en perturbant le métabolisme de l'hémolymphe des larves, avec en outre des effets sur le comportement et l'expression génique. Les profils métaboliques des abeilles exposées sont significativement modifiés ; 36 métabolites différents ont été identifiés, dont 19 régulés à la hausse et 17 à la baisse. Parmi 10 autres métabolites détectés, 3 étaient régulés à la hausse et 7 à la baisse. Parmi les composés affectés figurent l'acide traumatique et l'indole connus pour leur rôle essentiel et d'autres altérations des voies métaboliques, étaient liées à des perturbations du tryptophane, des purines et de la phénylalanine, qui suggèrent un impact direct de l'acétamipride sur la biochimie des larves. Selon les auteurs : « les dommages augmentent quand la concentration d'acétamipride dans l'alimentation (de la larve) dépasse 5 mg/L, entraînant des déséquilibres métaboliques notables ».
En 2024, Tadei et al. ont montré que l'acétamipride à faible dose (7 ng/L administrée via la nourriture aux abeilles femelles et mâles durant 48 h, suivies par 48 h supplémentaires sans nourriture contaminée, pour un total de 96 h d'observation) altère la locomotion (comportement léthargique) et la réponse phototactique de l'abeille solitaire Centris analis ; un effet qui disparait après 48 heures de retour à une alimentation non contaminée.
Bien que couramment utilisé sur les cultures pollinisées par les bourdons, ses effets sur les colonies de bourdon avait été peu étudiés, jusqu'à ce qu'une étude basée sur Bombus impatiens exposé, en microcolonies artificielles, à des pollens volontairement contaminés, montre — qu'à forte dose (4 520 μg d'Acétamipride par kg de pollen) — ce pesticide affecte négativement la croissance de la colonie, le développement des individus et la productivité, avec notamment une moindre production de mâles (effets qui disparaissent sous 45,2 μg/kg) Des études supplémentaires sont nécessaires pour évaluer l'impact de l'acétamipride via d'autres voies d'exposition que l'ingestion de pollen (et en présence des surfactants et autres additifs qui, fréquemment, exacerbent fortement la toxicité des pesticides), et sur de vraies colonies sauvages.
L'analyse des bactéries intestinales d'abeilles domestiques exposées à l'acéamipride a montré qu'une partie de l'intestin de ces abeilles a été envahi par des bactéries opportunistes et pathogènes, ce qui a entrainé une chute de la richesse et la diversité des communautés du microbiote symbiotique de ces abeilles. Mais une supplémentation de la nourriture par un probiotique Apilactobacillus kunkeei (déjà aussi proposé comme probiotique pour l'Homme) a considérablement augmenté (de 84 % à 92 %) le taux de survie des abeilles mellifères exposées à du pollen contaminé par de l'acétamipride, en permettant une certaine amélioration de la structure et de la stabilité du microbiote intestinal des abeilles supplémentées.
« Ces résultats soulignent l'importance de prendre en compte les effets sublétaux dans l'évaluation des risques environnementaux » concluaient en 2024 Rafaela Tadéi et ses collègues.

### Impact pour l'Homme et les mammifères
Dans le cadre de la controverse autour de la loi Duplomb en France, le Conseil national de l'Ordre des médecins considère que « sur le plan médical, le doute n'est pas raisonnable lorsqu’il s’agit de substances susceptibles d’exposer la population à des risques majeurs » et que les alertes sur l'acétamipride, émanant notamment de la Ligue contre le cancer, « ne peuvent être ignorées »,.
Deux cas d'intoxication aiguë faisant suite à une tentative de suicide par ingestion d'un mélange insecticide contenant de l'acétamipride ont été décrits. Les deux patients (transportés aux urgences dans les deux heures qui ont suivi) ont immédiatement ressenti des nausées, une faiblesse musculaire, des convulsions et une température corporelle basse (33,7 °C et 34,3 °C respectivement). Les symptômes tels que la faiblesse musculaire semblent évoquer ceux de l'exposition aux organophosphorés. L'hypothermie et les convulsions peuvent être directement expliquées par la fixation de l'acétamipride sur les récepteurs nicotiniques et de l'acétylcholine. A faible dose, ce pesticide est considéré comme peu toxique pour les mammifères, mais à dose élevée il est toxiques pour les humains et autres mammifères.

#### Toxicité génétique
Une étude (2019) a examiné les effets subchroniques de l’acétamipride sur la méthylation globale de l’ADN dans le cerveau et le foie de rat de laboratoire (souche : Sprague-Dawley). Après 90 jours d’exposition à faibles doses (12,5 à 35 mg/kg), une diminution significative des niveaux de 5-méthylcytosine a été observée, notamment à 25 et 35 mg/kg dans le foie et à 35 mg/kg dans le cerveau. L’expression des enzymes de méthylation de l’ADN a aussi diminué, suggérant que ce pesticide pourrait avoir une toxicité épigénétique, qui nécessiterait, selon les auteurs, des recherches approfondies.

#### Stress oxydatif
Une étude (2024) faite sur des cultures de cellules épithéliales bronchiques humaines (BEAS-2B) a montré que leur exposition à l’acétamipride induit un stress oxydatif, une réponse inflammatoire et une prolifération cellulaire. Ces effets sont associés à une diminution des enzymes antioxydantes et à une surexpression de cytokines pro-inflammatoires (IL-25, IL-33, TSLP) et des gènes NF-κB.

#### Infertilité
D'après une étude de 2015, l'acétamipride serait une des causes de dysfonction érectile et, par là même, d'infertilité masculine.

#### Effets sur le système nerveux central et l'anxiété
En 2022, Hirai et ses collègues, au Japon, alertent sur le fait que les néonicotinoïdes en général sont associés à une augmentation de certains dysfonctionnements neurologiques chez les mammifères ; avec notamment un effet anxiogène restés longtemps incompris; mais confirmé au Japon, sur la souris de laboratoire, même à une dose réputée sans effet nocif observé (NOAEL), de 20 mg/kg (dose fixée par la Commission de sécurité alimentaire du Japon).
Cet effet a été attribué aux monoamines (MA), « des neurotransmetteurs impliqués dans le contrôle du comportement, de la mémoire et de l’apprentissage ». À cette dose, les souris soumises à un test de labyrinthe après administration du pesticide montrent un stress anxieux, mesuré par leurs niveaux de dopamine, 3-MT, sérotonine et histamine. Et leurs taux de neurotransmetteurs est modifié dans plusieurs régions du cerveau, avec des changements de taux de sérotonine hippocampique, de dopamine striatale qui sont corrélés à l'anxiété. L'immunomarquage a confirmé une activation des neurones sérotoninergiques dans les noyaux du raphé, une zone connue comme étant impliquée dans l'anxiété. Dans le modèle murin, l'acétamipride, en affectant la sérotonine hippocampique, active bien une anxiété, concluent les auteurs (un phénomène qui avait déjà été observé, également à la dose dose NOAEL, pour un autre pesticide de cette même famille des néonicotinoïdes : la clothianidine, repéré dans ce cas par des cris de stress émis par les souris mâles exposées à de faibles doses de cette molécule).

### Toxicité des sous-produits
Le mélange de produits de dégradation peuvent être plus toxiques que l'acétamipride lui même.

### Phénomènes de résistance
On observe en Afrique la diffusion préoccupante de moustiques (vecteurs du paludisme, notamment) à la fois résistants aux pyréthrinoïdes et aux néonicotinoïdes, par exemple dans les fermes maraîchères du nord du Bénin.

## Règlementation

### Réglementation européenne
Contrairement à d'autres néonicotinoïdes, l'acétamipride est autorisée jusqu'en 2033 dans l'Union Européenne, le temps d'un réexamen complet par l'autorité européenne de sécurité des aliments (AESA). L'agence a suggéré en 2024 de diviser par cinq les doses journalières admissibles, de 0,025 à 0,005 mg/kg de masse corporelle, des « incertitudes majeures » demeurant sur les effets neurodéveloppementaux de l'acétamipride,. Début 2025, suite à une demande émanant de la Slovénie, l'AESA recommande de relever la dose résiduelle maximale autorisée dans le miel de 0,05 à 1 mg/kg, considérant que ces taux ne vont pas augmenter l'exposition au-delà des données de références et donc ne devrait pas poser de risque au consommateur.
Cette molécule est interdite dans le domaine agricole en France depuis le 1er septembre 2018. Par dérogation, l'interdiction a été repoussée à 2020 pour la protection contre le balanin des noisettes, les mouches du figuier et les pucerons du navet. La Loi Duplomb propose en 2025 la réintroduction dérogatoire de l’acétamipride, s'il existe « une menace grave compromettant la production agricole » et s'il n'y a pas d'alternative suffisante,, à la demande des producteurs de betterave et de noisette jugeant une « concurrence déloyale » avec les autres producteurs européens et une « porte ouverte aux importations ». Cet article de la loi est considéré non-constitutionnel par le Conseil Constitutionnel le 7 aout 2025 et supprimé avant la promulgation de la loi.